# Phytomyxea

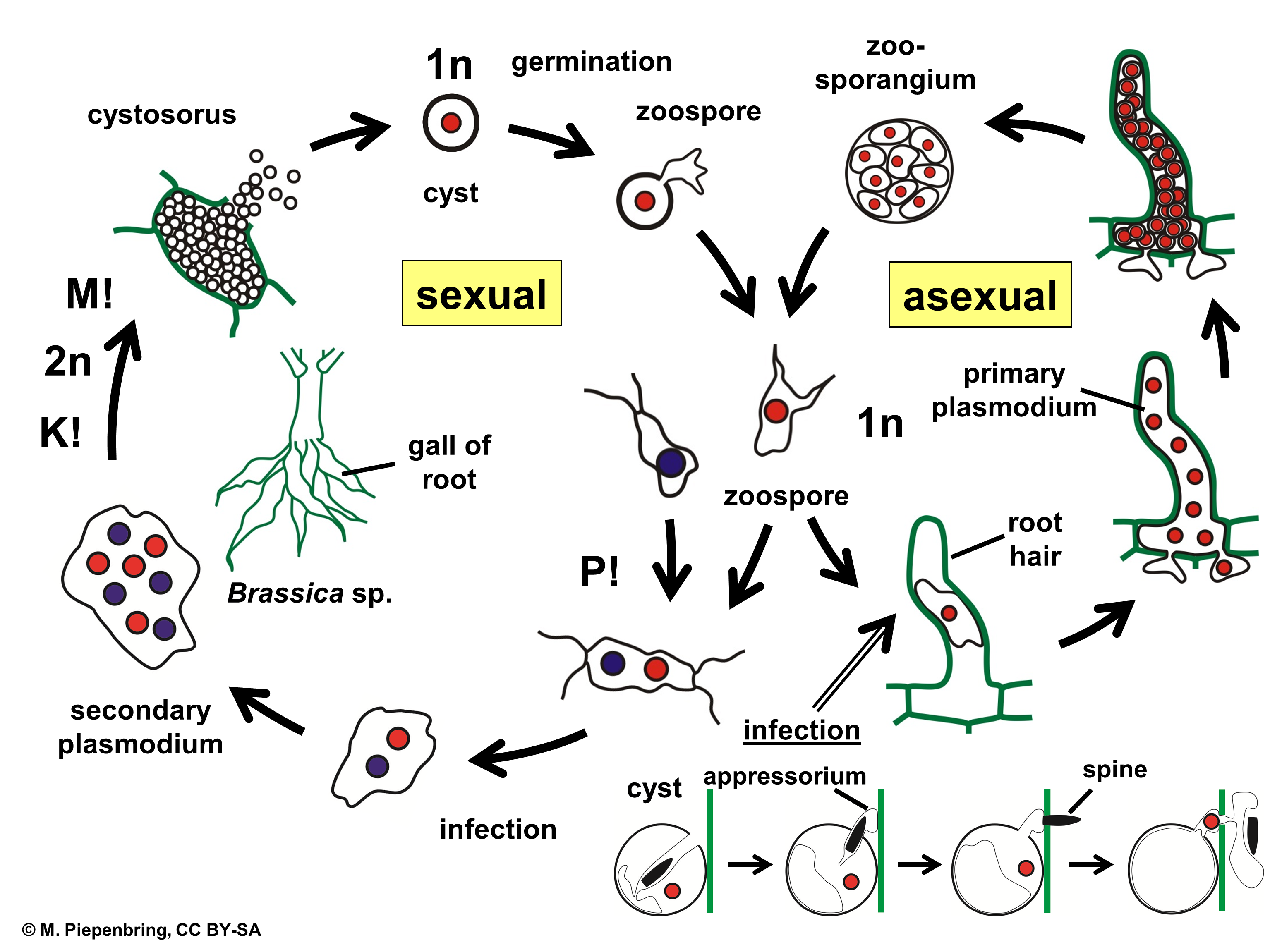
Cykl życia Plasmodiophora brassicae w kapuście.

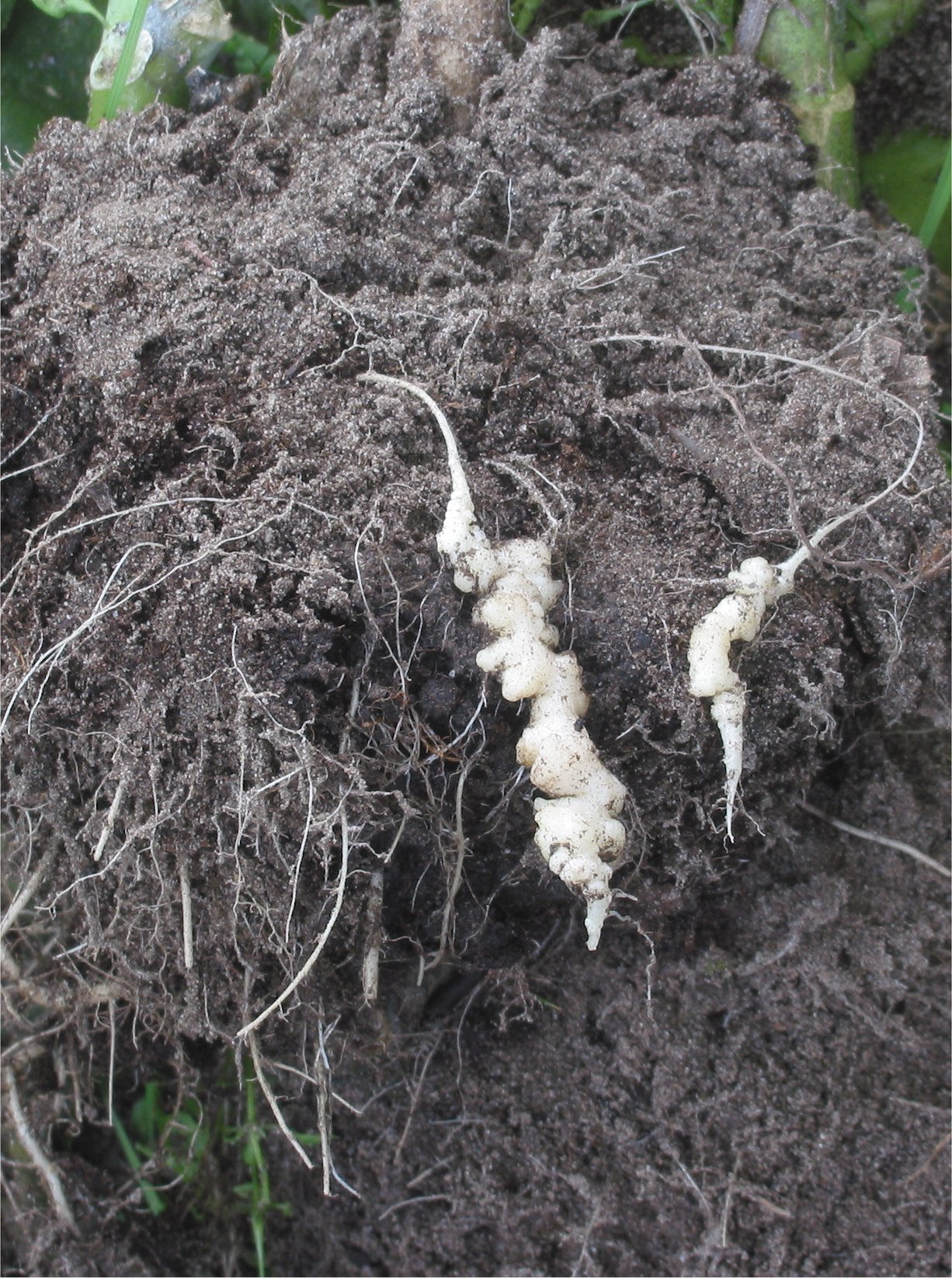
Kiła kapusty na kalafiorze

Phytomyxea to gromada pasożytów roślin należąca do supergrupy Rhizaria w królestwie protistów. Przedstawiciele dzielą się na Plasmodiophorida (plazmodioforowce), spotykane w glebie i wodzie słodkiej i Phagomyxida, spotykane w ekosystemach morskich. 
Phytomyxea funkcjonują w środowisku jako jednokomórkowe, nieaktywne zarodniki o grubych ścianach komórkowych. Podczas germinacji spoczywających zarodników uwolnione zoospory poszukują gospodarzy, poruszając się przy pomocy gładkich wici o różnej długości. Penetracja komórki gospodarza zachodzi przy pomocy charakterystycznego ekstrudosomu, przypominającego kształtem pocisk. Wewnątrzkomórkowe formy rozwoju to wielokomórkowe, pozbawione ścian komórkowych  plazmodium. 

## Cykl życia
Phytomyxea zazwyczaj rozwijają się wewnątrz komórek roślinnych, powodując pojawienie się w zainfekowanej tkance zmian chorobowych – parcha lub tzw. żółci. Charakterystyczne choroby powodowane przez Phytomyxea to kiła kapusty oraz parch prószysty ziemniaka. Powodują je gatunki należące do rodzajów – odpowiednio – Plasmodiophora i Spongospora.
Wegetatywna forma to komórka wielojądrowa, nazywana plazmodium (śluźnia). Dzieli się ona w celu utworzenia nowych zarodników, uwalnianych gdy komórki zarodni pękają. Na różnych etapach cyklu życiowego powstają zarówno zarodniki spoczynkowe, jak i ruchome zoospory, które zwykle mają dwie gładkie wici. Dzielące się wewnątrz plazmodium jądra mają w obrazie mikroskopowym charakterystyczny kształt krzyża.

## Systematyka
Plazmodioforowce uważano niegdyś za śluzowatą pleśń i klasyfikowano pośród grzybów, w tym kontekście pojawiła się przestarzała nazwa Plasmodiophoromycota. Badana genetyczne i ultrastrukturalne wskazały jednak, że są one blisko spokrewnione z różnorodną grupą protistów Cercozoa i mieszczą się w supergrupie Rhizaria.
Klasa Phytomyxea Engler & Prantl 1897 em. Cavalier-Smith 1993
- Rodzaj Pongomyxa
- Rząd Phagomyxida Cavalier-Smith 1993
  - Rodzina Phagomyxidae Cavalier-Smith 1993
    - Rodzaj Phagomyxa Karling 1944
- Rząd Plasmodiophorida Cook 1928 em. Cavalier-Smith 1993
  - Rodzina Endemosarcidae Olive & Erdos 1971
    - Rodzaj Endemosarca Olive & Erdos 1971

  - Rodzina Plasmodiophoridae Berl 1888
    - Rodzaj Cystospora Elliott 1916 nomen dubium [Acrocystis Ellis & Halsted ex Halsted 1890 non Zanardini 1872]
    - Rodzaj Maullinia Maier et al. 2000
    - Rodyaj Phytomyxa Schröter 1886
    - Rodzaj Ligniera Maire & Tison 1911 [Anisomyxa Němec 1913; Rhizomyxa Borzí 1884; Sorolpidium Němec 1911]
    - Rodzaj Membranosporus Ostenfeld & Petersen 1930
    - Rodzaj Octomyxa Couch, Leitner & Whiffen 1939
    - Rodzaj Plasmodiophora Woronin 1877 [Frankiella Maire & Tison 1909 non Speschnew 1900; Frankia Brunchorst 1886 non; Ostenfeldiella Ferdinandsen & Winge 1914]
    - Rodzaj Polymyxa Ledingham 1933
    - Rodzaj Sorodiscus Lagerheim & Winge 1913 non Allman 1847
    - Rodzaj Sorosphaera Schröter 1886
    - Rodzaj Sorosphaerula Neuh. & Kirchm. 2011
    - Rodzaj Spongospora Brunchorst 1887 [Clathrosorus Ferdinandsen & Winge 1920]
    - Rodzaj Sporomyxa Léger 1908
    - Rodzaj Tetramyxa Goebel 1884 [Molliardia Maire & Tison 1911]
    - Rodzaj Woronina Cornu 1872

Według klasyfikacji opublikowanej w Dictionary of the Fungi Phytomyxea to klasa organizmów w obrębie typu Cercozoa w królestwie chromistów (Chromista) i należą do niej:
- podklasa incertae sedis
  - rząd Plasmodiophorida Cook 1928 em. Cavalier-Smith 1993
  - rząd incertae sedis[4]